# Río Leona
El río Leona es un río en Texas, que discurre por los condados de Uvalde, Zavala y Frío y desemboca en el mar. Se han descubierto yacimientos arqueológicos relacionados con los pueblos indígenas en todo el trayecto del afluente.